# Classics IV
The Classics IV war eine US-amerikanische Popgruppe der 1960er-Jahre.
Gegründet wurde das Quintett 1967 von Dennis Yost in Detroit/Michigan, USA. Schon im selben Jahr bekamen sie einen Schallplatten-Vertrag bei Imperial Records und hatten mit Spooky ihren ersten großen Hit. Weitere Vokalversionen dieses ursprünglichen Saxophon-Instrumentals von Mike Sharpe (Shapiro) kamen von Dusty Springfield, Atlanta Rhythm Section, Martha Reeves, den Villebillies und Bill Wyman’s Rhythm Kings (feat. Beverley Skeete). 
Nachdem der Songschreiber und Komponist James R. Cobb die Formation 1968 verlassen hatte, nannte sich die Band „Classics IV Featuring Dennis Yost“. Unter diesem Namen gelangen ihnen zwei weitere Hits: Stormy, das, obwohl nur Platz 5 in den Billboard Hot 100, sogar Goldstatus erreichte, sowie Traces, mit Platz 2 der höchstplatzierte Titel der Band.
1969 änderten sie ihren Namen erneut – diesmal in „Dennis Yost and the Classics IV“. Der Erfolg ließ aber immer mehr nach und 1975 hatten sie ihren letzten Top-100-Hit mit My first day without her. James R. Cobb und Dean Daughtry sowie ihr Produzent Buddy Buie waren zu dieser Zeit bereits Mitglieder in der Atlanta Rhythm Section.
Alle ihre Charterfolge wurden – bis auf den letzten – von Buddy Buie und James R. Cobb geschrieben.

## Mitglieder
- Dennis Yost († 7. Dezember 2008), Gesang
- James R. Cobb, Gitarre
  - ersetzt 1968 durch Aubrun Burrell
- Wally Eaton, Gitarre
- Joseph Wilson, Bass
  - ersetzt 1968 durch Dean Daughtry
- Kim Venable, Schlagzeug

## Diskografie

### Alben
| Jahr | Titel                      | Höchstplatzierung, Gesamtwochen, AuszeichnungChartplatzierungen (Jahr, Titel, Platzierungen, Wochen, Auszeichnungen, Anmerkungen) | Höchstplatzierung, Gesamtwochen, AuszeichnungChartplatzierungen (Jahr, Titel, Platzierungen, Wochen, Auszeichnungen, Anmerkungen) | Anmerkungen |
| Jahr | Titel                      | UK | US | Anmerkungen |
| ---- | -------------------------- | --- | --- | ----------- |
| 1968 | Spooky                     | — | US140 (7 Wo.)US |             |
| 1968 | Mamas and Papas/Soul Train | — | US196 (3 Wo.)US |             |
| 1969 | Traces                     | — | US45 (20 Wo.)US |             |
| 1969 | Golden Greats Volume 1     | — | US50 (20 Wo.)US |             |

Weitere Veröffentlichungen
- 1970: Song
- 1973: What Am I Crying For

### Kompilationen
- 1970: Stormy
- 1988: The Very Best of Classics IV
- 1988: Lil' Bit of Gold (Single-Kollektion unter dem Namen Classics IV featuring Dennis Yost)
- 1992: The Greatest Hits
- 2003: Best of Dennis Yost & the Classics IV
- 2003: Atmospherics: A Complete Career Collection 1966–1975 (nur in Australien)
- 2011: A New Horizon
- 2015: Classics IV Live at the Ritz

### Singles
| Jahr | Titel Album                            | Höchstplatzierung, Gesamtwochen, AuszeichnungChartplatzierungen (Jahr, Titel, Album, Platzierungen, Wochen, Auszeichnungen, Anmerkungen) | Höchstplatzierung, Gesamtwochen, AuszeichnungChartplatzierungen (Jahr, Titel, Album, Platzierungen, Wochen, Auszeichnungen, Anmerkungen) | Anmerkungen |
| Jahr | Titel Album                            | UK | US | Anmerkungen |
| ---- | -------------------------------------- | --- | --- | ----------- |
| 1967 | Spooky                                 | UK46 (1 Wo.)UK | US3 (15 Wo.)US |             |
| 1968 | Soul Train Mamas and Papas/Soul Train  | — | US90 (3 Wo.)US |             |
| 1968 | Stormy Mamas and Papas/Soul Train      | — | US5 Gold · (15 Wo.)US |             |
| 1969 | Traces                                 | — | US2 (12 Wo.)US |             |
| 1969 | Everyday with You Girl Traces          | — | US19 (11 Wo.)US |             |
| 1969 | Change of Heart Golden Greats Volume 1 | — | US49 (7 Wo.)US |             |
| 1969 | Midnight Song                          | — | US58 (8 Wo.)US |             |
| 1970 | The Funniest Thing Traces              | — | US59 (5 Wo.)US |             |
| 1970 | Where Did All the Good Times Go Traces | — | US69 (8 Wo.)US |             |
| 1972 | What Am I Crying For                   | — | US39 (13 Wo.)US |             |
| 1973 | Rosanna What Am I Crying For           | — | US95 (3 Wo.)US |             |
| 1975 | My First Day Without Her               | — | US94 (2 Wo.)US |             |

Weitere Veröffentlichungen
- 1966: Pollyanna
- 1967: Little Darlin’
- 1968: Mama’s and Papa’s
- 1970: God Knows I Loved Her
- 1971: Cherryhill Park
- 1972: It’s Time for Love
- 1973: Save the Sunlight
- 1973: Love Me or Leave Me Alone
- 1973: It’s Now Winter's Day